# Цвятко Канев
Цвятко Радославов Канев е български търговец и благодетел.

## Биография
Роден е през 1820 година в Габрово. Търговец на зърнени храни в Свищов и Никопол. Подпомага националноосвободителното движение, училищата и читалищата в Свищов. Довереник е на Георги Раковски. Умира през 1880 година в Свищов.